# Bahnhof Zürich Flughafen
Der Bahnhof Zürich Flughafen dient als Schienenverkehrsanbindung des Flughafens Zürich und liegt in der Gemeinde Kloten nördlich von Zürich. Obwohl als reiner InterCity-Bahnhof geplant, wird er seit der Einführung der S-Bahn Zürich auch von solchen Linien bedient. Er ist der einzige Bahnhof an der Flughafenlinie.

## Geschichte
Der Bau des Bahnhofs begann 1971 im Zuge der Dritten Etappe des Flughafenbaus, bei dem unter anderem das Parkhaus B (heute Parkhaus 2) und das Dock B in die Höhe gezogen wurden. War die Etappe eigentlich bereits 1976 abgeschlossen, wurde der Bahnhof erst am 1. Juni 1980 mit den ersten fahrplanmässigen Zügen bedient. Der Bahnhof wurde durch den Bundespräsidenten Georges-André Chevallaz und Königin Elisabeth II. eröffnet.
Das lag auch daran, dass die Flughafenlinie 1970 erst kurz vor Beginn der dritten Ausbauetappe des Flughafens definitiv beschlossen wurde. Die Lage des Bahnhofes im Umfeld des Flughafens war festgelegt, und man konnte bald mit dem Bau beginnen. Die dazugehörende Strecke musste aber zuerst noch fertig geplant und auch noch erstellt werden. Mit dem Bau einiger Streckenabschnitte konnte also erst begonnen werden, als die erste Rohbauetappe des Bahnhofes schon abgeschlossen war. Der Auftrag für die Planung eines doppelspurigen Anschlusses des Flughafens war von der SBB-Generaldirektion zwar schon 1969 erteilt worden, aber die Ablehnung des U-Bahn-Projektes am 30. Mai 1973 hatte einige Planänderungen zur Folge. So konnten beispielsweise die Bauarbeiten für die Durchquerung des Ortskerns von Glattbrugg und Opfikon erst im Januar 1976 beginnen. Die gesamte Neubaustrecke konnte erst am 14. August 1979 von einem Bauzug durchgehend befahren werden.

## Lage und Architektur

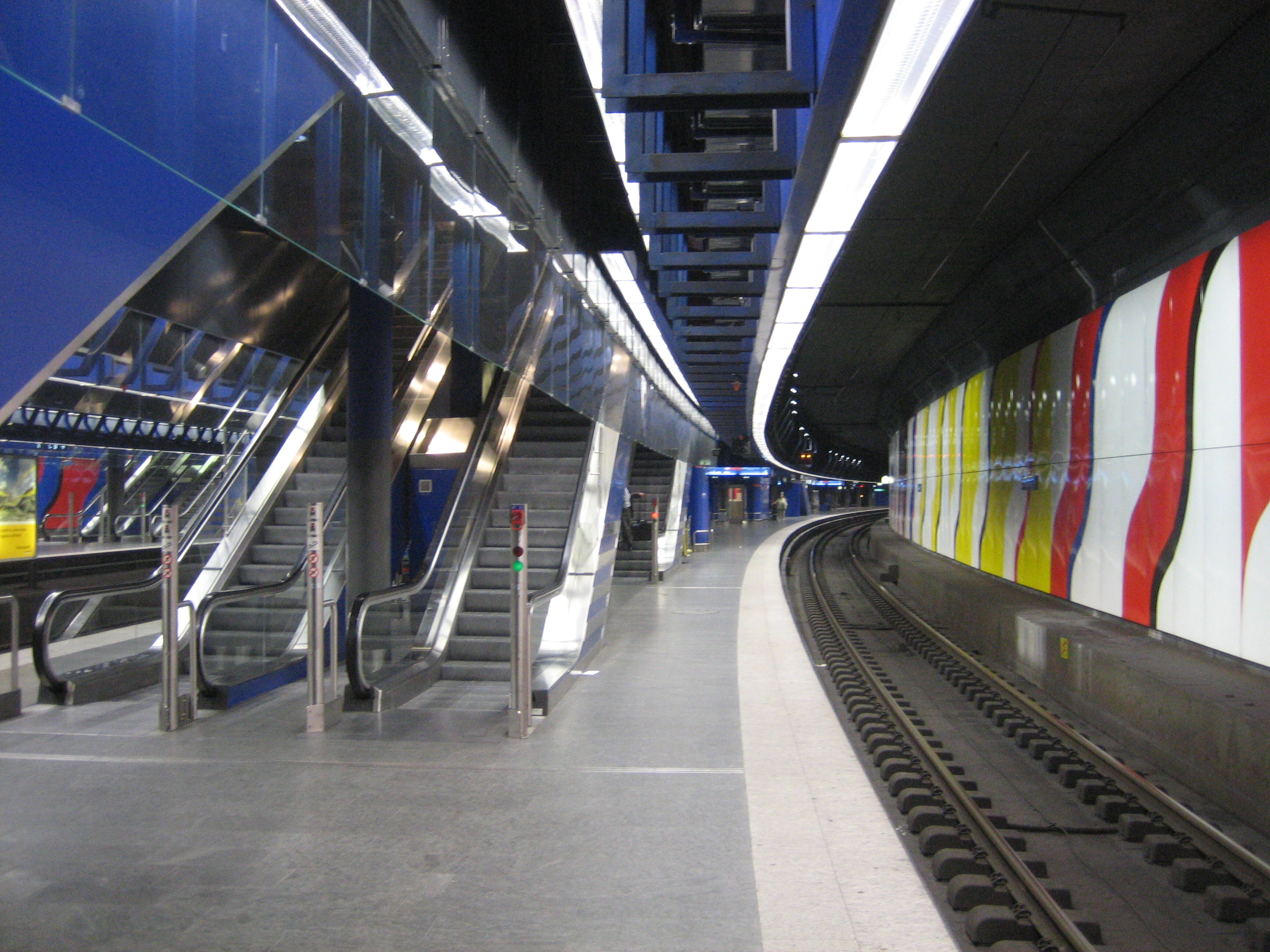
Aufgang an Gleis 1

Der Bahnhof liegt unter dem Parkhaus 2 und wird an der Ostseite vom Airport Center aus erschlossen. Der Bahnhof ist bogenförmig angelegt, wobei die vier Gleise einen Radius von 500 bis 550 Meter haben. Er verfügt über zwei Inselbahnsteige mit je 400 Metern Nutzlänge. Beiderseits der Bahnsteige befindet sich eine Weichengruppe mit einer darüber liegenden Belüftungsöffnung ins Freie. Die Weichengruppe an der Südwest-Seite schliesst die vier Perrongleise an den 1060 Meter langen doppelspurigen Flughafentunnel an, die auf der Ostseite an den 2999 Meter langen doppelspurigen Hagenholztunnel. Hierbei ist anzumerken, dass der Flughafenbahnhof zum Flughafentunnel gezählt wird, womit dieser auf eine Länge von 1510 Meter kommt.

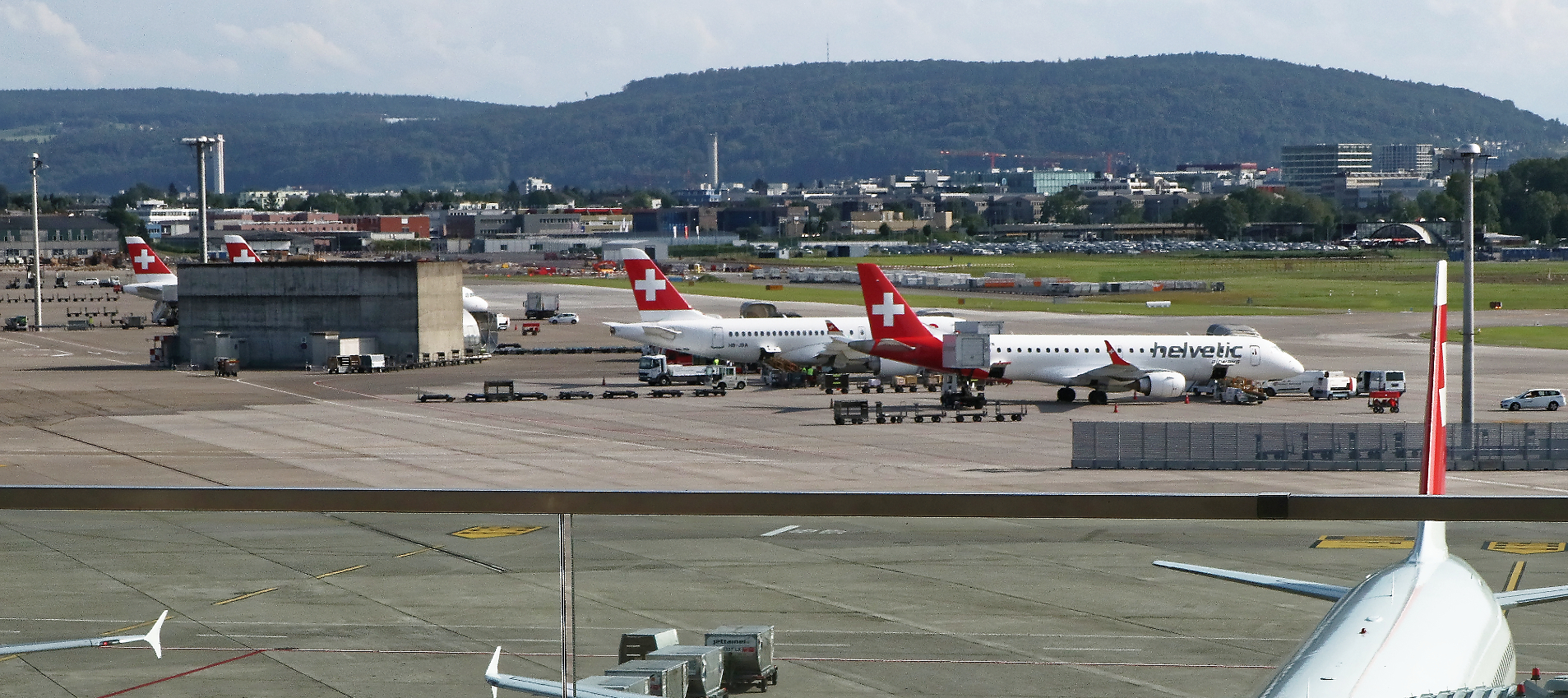
Der westliche Belüftungsschacht (auf dem Foto links der Flugzeuge) befindet sich inmitten des Vorfelds des Flughafens.

Oberirdisch ist der Bahnhof an den hohen Schächten zu erkennen, die bei der Zugausfahrt zu sehen sind. Die beiden Belüftungsschächte wurden angelegt, um die Luftbewegungen und Druckwellen, die bei der Fahrt durch die anschliessenden Tunnels entstehen, vom Bahnhof fernzuhalten. Durch die Form der Schächte wird ein grosser Teil der Luftströmung nach oben abgelenkt; bei Unterdruck im Tunnel ermöglichen sie ein Nachströmen der Luft. Dadurch ist im Bahnhof nur eine kleine Teilmenge der effektiv vorhandenen Luftströmungen spürbar, und es mussten auch keine Türschleusen zwischen den Bahnsteigen und dem Airport Center eingebaut werden. 

## Verkehr
Der Bahnhof ist mit 300 Zügen und rund 50'500 Fahrgästen pro Tag einer der dichtest befahrenen der Schweiz. Er wird (Fahrplan 2022) von allen Fernverkehrszügen in Richtung Ostschweiz, drei S-Bahn-Linien und einer Verbindung Richtung Basel bedient. Somit ergeben sich auch internationale Verbindungen nach München oder auch eine direkte Zugverbindung zum Flughafen Genf-Cointrin. Spezielle Flughafenzüge wie in Wien (City Airport Train) oder Mailand (Malpensa Express) erübrigen sich, da er direkt ins bestehende Eisenbahnnetz eingebunden wurde.
Die Fahrtzeiten zum Hauptbahnhof betragen rund 10 Minuten. Wegen der hohen Frequenzen werden im Flughafen endende Züge teilweise als Dienstfahrt bis Bassersdorf oder Effretikon geführt, wo sie verbleiben, bis sie wieder in den regulären Einsatz in Zürich Flughafen eingefädelt werden.
Am Bahnsteig mit den Gleisen 4 und 3 halten die Züge in Richtung Zürich-Oerlikon/Zürich HB, am anderen mit den Gleisen 2 und 1 diejenigen in der Gegenrichtung. Die Perrons des in einer Kurve gebauten Bahnhofs werden bei der Abfertigung videoüberwacht – Kondukteure oder Lokführer (im Rückspiegel) können nicht den ganzen Zug einsehen. Ist das Abfahrtssignal erteilt, signalisieren bei Fernverkehrszügen orange Blinklichter und ein akustisches Zeichen dem Bahnpublikum die bevorstehende Schliessung der Türen und die Abfahrt des Zugs. Bei S-Bahn-Kompositionen erfolgt die Abfahrt wie an allen Halten allein durch den Lokführer, denn bei diesem Rollmaterial lassen sich die Türen vom Führerstand aus steuern.

### Fernverkehr
- Zürich HB – St. Gallen – Memmingen – München    TT
- 1 Genève-Aéroport – Bern – Zürich HB – St. Gallen   BZ FS RZ
- 5 Lausanne – Biel/Bienne – Zürich HB ( – St. Gallen/Rorschach)  TT FZ BZ FS RZ , im Sommer zusätzlich , Lausanne–Zürich HB stündlich, mit Verlängerung zur Hauptverkehrszeit nach St. Gallen, Genève–Rorschach stündlich
- 8 Brig – Bern – Zürich HB – Romanshorn   BZ FS RZ
- 81 Interlaken Ost – Bern – Zürich HB – Romanshorn   BZ FS RZ
- 13 Zürich HB/St. Gallen – Sargans/Chur teilweise , teilweise  FS  (Alpenrhein-Express)
- 36 Basel SBB – Brugg AG – Zürich HB (– Zürich Flughafen)
- 75 Luzern – Zürich HB – Konstanz  BZ RZ

### S-Bahn
- S 2 Zürich Flughafen – Zürich HB – Pfäffikon SZ – Ziegelbrücke
- S 16 Zürich Flughafen – Zürich HB – Herrliberg-Feldmeilen (– Meilen)
- S 24 Thayngen – Schaffhausen/Weinfelden – Winterthur – Zürich Flughafen – Zürich HB – Thalwil – Horgen Oberdorf – Zug